# 国鉄C36形コンテナ
国鉄C36形コンテナ（こくてつC36がたコンテナ）は、日本国有鉄道（国鉄）が、1986年（昭和61年）から1987年（昭和62年）まで製造した、鉄道輸送用長さ12 ftの5トン積み有蓋コンテナである。

## 構造
1984年（昭和59年）より製造された、C35形には、合板が張られていなかったが、本形式は、従来の形式同様に内部に合板を貼るように仕様変更したものである。製造メーカーは富士重工業、東急車輛製造および各地の国鉄工場で、合計7,500個が製造された。基本構造は、C35形後期型と同一である。
- 片側扉及び妻扉二方開きで、外法寸法は高さ2,438 mm、幅2,438 mm、長さ3,658 mm、自重は合板分が増え1.4 t。内容積は17.1 m3、最大積載量は5 t。
- 内部に内張り合板がないC35形と違い、その他のコンテナ同様に合板が貼ってある。
- 塗装は、青22号「コンテナブルー」一色とされた。

## 現状
- 1987年（昭和62年）の4月国鉄分割民営化に際しては、7,497個が日本貨物鉄道（JR貨物）に引き継がれ、継続使用された
- 1999年（平成11年）度以降、19D形や19F形、19G形といった新形コンテナの登場によって、廃棄が進み、2010年（平成22年）に形式消滅した。